# Bert Kous

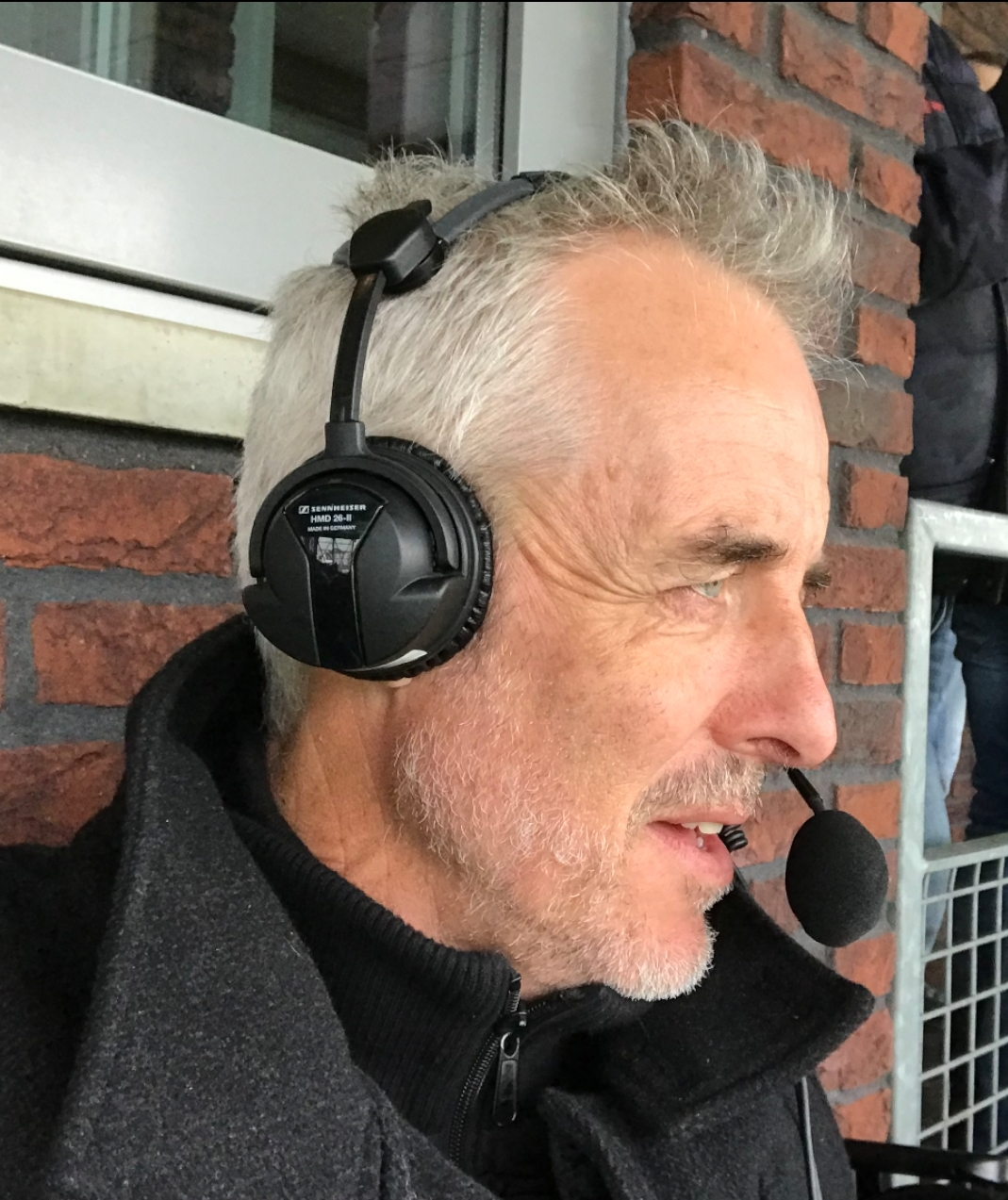
Kous tijdens radio-uitzending Radio M

Bert Kous (Putten, 27 mei 1964) is een Nederlands sportverslaggever. Hij is voetbalverslaggever bij ESPN en eindredacteur sport bij het Utrechtse omroepbedrijf RTV Utrecht, voor Regio TV Utrecht en Radio M Utrecht. 
In het voorjaar van 2006 bracht Kous een boek uit (WK voetbal, wat nu...?) dat ingaat op veelgestelde vragen over voetbal in het algemeen en het WK in het bijzonder, en is gericht op "leken".

## Achtergrond
Bert Kous is geboren in Putten en rondde in 1990 de lerarenopleiding te Utrecht af. Hij heeft gewerkt voor de Stadsomroep Utrecht (voorheen "Domroep", 1989-1991) en voor Radio Utrecht (vanaf 1991) voordat deze laatstgenoemde fuseerde met de regionale televisiezender Kanaal 9.